# Ngora
Ngora est une ville de l'Ouganda, située dans la région Est. Elle est le chef-lieu du district de Ngora.
Elle compte 17 700 habitants en 2020.